# 秦野章
秦野 章（はたの あきら、1911年〈明治44年〉10月10日 - 2002年〈平成14年〉11月6日）は、日本の内務・警察官僚、政治家。官僚としては警視総監まで上り詰め、政治家としては法務大臣を務めた。

## 来歴
神奈川県藤沢市出身。父親の経営する製糸会社「秦野製糸」が倒産し、旧制藤沢中学校（現：藤嶺学園藤沢中学校・高等学校）を2年生で中退した。製糸工場の小僧となった秦野は、様々な職を転々とした。夜間部のみの学校である横浜市立横浜専修学校（戦後の横浜市立横浜商業高等学校（定時制）の前身）に入学するも、1931年9月に2年生で中退し、日本大学第四商業学校（現・日本大学高等学校・中学校）の夜間部の3年生に編入して1933年3月に卒業した。秦野が日本大学第四商業学校に転じたのは、旧制中学校卒業資格を取るためであった。
日本大学第四商業学校を卒業した時点で、農林省生糸検査所の傭員（非正規雇用者）になっていた秦野は、生糸検査所の所長職や庶務部長職に就いている農林官僚の羽振りの良さを見て、自分も官僚になりたいと強く願い、高等文官試験行政科（現在の国家公務員採用総合職試験（大卒程度試験）に相当）を目指すと決意した。旧制大学を卒業せずに高等文官試験を受けるには、予備試験に合格するか、旧制専門学校を卒業する必要があった。秦野は、高等文官試験の受験資格を得るために私立大学専門部（旧制専門学校と同等）の夜間部に進学することを決意し、1934年に日本大学専門部政治科（夜間部）に入学し、1937年7月に卒業した。
1939年10月、秦野は高等文官試験行政科に合格した（3600人が受験して合格者は200名）。秦野のような経歴の者が高等文官試験行政科に合格するのは極めて稀なことであり、新聞に「蛍雪の功報われる」という見出しで報道された。秦野は高等文官試験行政科に合格した後に各官庁について調べ、学歴が劣っても出世できる可能性があるのは内務省であると判断し、内務省の入省試験を受験して合格し、1939年12月に内務省に入省して和歌山県学務部社会課（福祉行政を管掌）に配属された。
香川県商工課長を経て兵庫県警刑事課の課長となる。生え抜きのベテラン警視が登用されるポストだが、暴力組織と結びついたヤミ市という経済問題と占領軍の軍政下の特殊な環境下でキャリア官僚の広い視野を期待された。後に内務省警保局、大阪府警刑事部長、警視庁刑事部長等を経て、1967年、私大出身者では初の警視総監に就任。学生運動や70年安保闘争が吹き荒れる激動の時代に警視庁トップとして指揮を取った。当時の部下であった佐々淳行（警備部警備第一課長）は、後年、『乱世の名総監。秦野総監でなければ、あの警察戦国時代の修羅場は乗り切れなかった。決断力と責任感あふれる人』と評している。佐々は東大安田講堂警備の際に、この後に起きたあさま山荘事件で有名になった"鉄球作戦"を実行しようと秦野総監に意見具申したところ、「あれは重要文化財だぞ! 絶対にダメだ!」と却下されたという。1970年のよど号ハイジャック事件の際には「犯人を絶対に海外に出すな。離陸を阻止すべきだ」という意向を持っていたが、当時犯人はすでに福岡にいたため警視庁に管轄権がなく、犯人の外国亡命を許すことになった。また佐々によれば、当時絶頂期であった学生運動を「いずれ消える泡のようなもの」と言い、過激派にテロの標的にされ、それを警戒して秦野総監にも護衛をつけたいと言ったところ「駆逐艦が駆逐艦を守るようなものだ」と言って断り、総監自身が拳銃を常時装填・常時携行するようになった。
1971年、佐藤栄作首相の強い要請で東京都知事選挙に自民党の推薦を得て立候補した。公約として環七を高速道路、一般道、地下鉄の3層構造にするなどといった壮大な開発計画を盛り込んだ「4兆円ビジョン」を掲げたが、当時の東京は革新風潮が極めて強く、美濃部亮吉に100万票を超える大差で敗れ落選。
1974年の第10回参議院議員通常選挙に自由民主党公認で神奈川県選挙区から立候補し、初当選。以後当選2回。無派閥ながら田中角栄元首相に近かったことから、1982年、第1次中曽根内閣の法務大臣に就任した際は、元首相へのロッキード事件の第一審判決を間近に控えていたこともあって、「角栄のごり押し人事」と批判を浴びた。秦野は田中を擁護し、「嘱託尋問は違法である」など、捜査を進める検察への批判を繰り返している。また自著において法相時代を回顧し、「田中が一審で無罪判決となった場合、検察に控訴をさせないために指揮権を発動する心積もりであった」としている。政治家になる前の江本孟紀に田中の応援演説を依頼し、江本は演説を行った。
1986年、高齢もあって、政界から引退。その後は健康状態を見ながら「秦野章の辛口モーニング」（テレビ東京系、対談番組）などTV番組にも多数出ていた。
1987年11月3日、勲一等瑞宝章受章。
2002年11月6日、腎不全のため死去。91歳没。叙従三位。

## 人物
- 歯に衣着せぬべらんめえ口調で知られ、「政治家に徳目を求めるのは、八百屋で魚をくれというのに等しい」などの発言で物議を醸した（弁明会見ではさらに墓穴を掘り、役職辞任もしばしばであった）。また「昭和元禄田舎芝居」という言葉も流行語となった。都知事選候補になった際は、自派の機関誌「東京の心」誌上で「和歌山で同和事業をやった時、差別なんてクソくらえ、そんなのがあるのなら君たちの劣等感だ。オレにはないとブッて歩いた」と発言し、部落解放同盟や日本共産党などから抗議を受けたことがある[16]。
- ラジオ番組「ミッキー安川のずばり勝負」における南丘喜八郎（ラジオ日本に勤務、現在「月刊日本」主幹）の発言によれば、走行中の車内で秦野にインタビューした時、南丘が「秦野さん、これってスピード違反なんじゃ？」と秦野に尋ねると、秦野は「バカヤロー、南丘。時には、こういうことをしなきゃ、人間いかんのだよ」と笑いながら言ったという。「ああいう気骨ある人物は、もう登場しないかも知れないですね。」と南丘はミッキー安川に語った。
- 『文芸春秋』1983年12月号のインタビューで「…（前略）…この程度の国民なら、この程度の政治ですよ。…（後略）…」と述べている。
- 作詞家の川内康範や作曲家の猪俣公章と親交がある。1970年頃には部下の佐々淳行から「機動隊の新しい愛唱歌が欲しい」という要望を受け、両氏に作詞作曲を依頼し、橋幸夫歌唱の「この世を花にするために/この道」として発売された[17]。
- 警察犬として活躍したアレックス号の死後、少年が仮の墓で弔っていることを知り、慰霊碑を建立を指示した[18]。

## 著書
- 『あなたの子孫が生きのびるために』ステーツマン社、1980年2月10日。
- 『何が権力か。 : マスコミはリンチもする』講談社、1984年7月20日。ISBN 978-4062013765。
- 逆境に克つ：「一日生涯」わが人生（講談社・1988年9月）ISBN 4062039419
- 本沢二郎（編）、1992年12月25日『秦野章の日本警察改革論』〈Yell books〉、エール出版社。
- 角を矯めて牛を殺すことなかれ　（光文社カッパ・ブックス　1994年）
- なんで日本はこうなった　加瀬英明と対談　（廣済堂出版　1997年）

## ドラマ
- 許せ妻たち（1990年、関西テレビ）-　特別出演・刑事関係監修

## 演じた俳優
- 綿引勝彦（『日本史サスペンス劇場　東大落城　安田講堂36時間の攻防戦…40年の真相』、2009年）